# José Antonio Fernández Hurtado

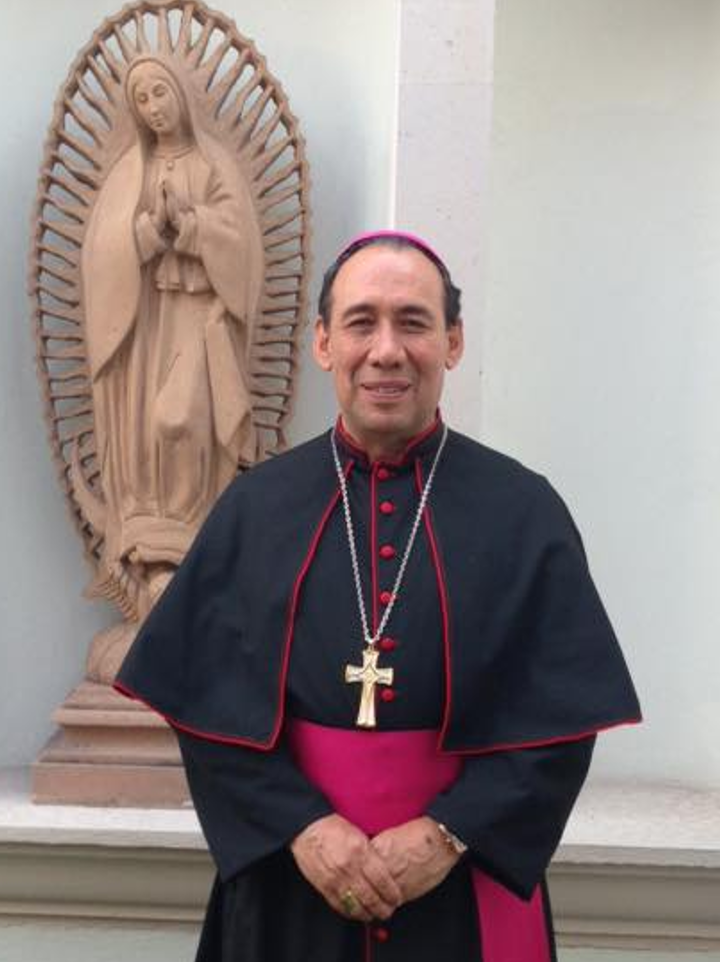
José Antonio Fernández Hurtado

José Antonio Fernández Hurtado (* 2. Dezember 1952 in Morelia, Mexiko) ist ein mexikanischer Geistlicher und römisch-katholischer Erzbischof von Tlalnepantla.

## Leben
José Antonio Fernández Hurtado empfing am 14. Oktober 1978 das Sakrament der Priesterweihe für das Bistum Tula.
Am 11. Februar 2005 ernannte ihn Papst Johannes Paul II. zum Bischof von Tuxtepec. Der Bischof von Tula, Octavio Villegas Aguilar, spendete ihm am 11. Mai desselben Jahres die Bischofsweihe; Mitkonsekratoren waren der Erzbischof von Antequera, José Luis Chávez Botello, und der emeritierte Erzbischof von Durango, José Trinidad Medel Pérez.
Papst Franziskus ernannte ihn am 26. September 2014 zum Erzbischof von Durango. Die Amtseinführung erfolgte am 21. November desselben Jahres.
Am 25. Januar 2019 ernannte ihn Papst Franziskus zum Erzbischof von Tlalnepantla. Die Amtseinführung fand am 18. März desselben Jahres statt. Vom 14. September 2021 bis zum 17. Januar 2023 war José Antonio Fernández Hurtado zudem Apostolischer Administrator des vakanten Bistums Cuautitlán.